# Kiesersche Forstkarte

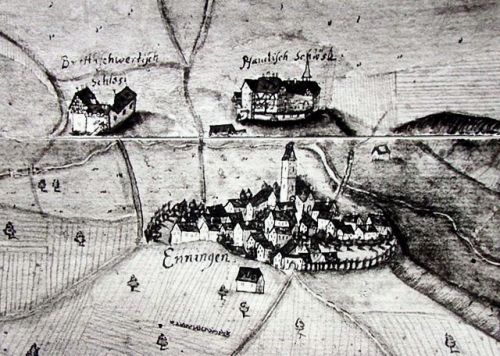
Ausschnitt aus der Kieserschen Forstkarte zu Ehningen

Die Kiesersche Forstkarte gilt als erstes Werk zur Landesvermessung in Württemberg.

## Entstehung
Herzog Friedrich Karl von Württemberg beauftragte den Herzoglich Württembergischen Kriegsrat und Oberstleutnant Andreas Kieser (1618–1688) sowie seine Mitarbeiter Johann Niclas Wittich und Johann Jakob Dobler mit der Kartierung der württembergischen Forste und der Anlage von Forstlagerbüchern. Das Werk entstand in den Jahren 1680 bis 1687. Zweck der topographischen Arbeit war die Wiederaufforstung der durch den Dreißigjährigen Krieg in Mitleidenschaft gezogenen Waldbestände des Landes.

## Umfang
Das unvollendete Kartenwerk im Maßstab 1:8256 umfasst ein Gebiet etwa zwischen Heilbronn und Reutlingen bzw. Herrenberg und Schwäbisch Gmünd und ist heute besonders durch die perspektivische Ansicht von Hunderten einzelner württembergischer Ortschaften und Bauwerke interessant. Oft sind Kiesers Abbildungen die ältesten überlieferten Bilder der Objekte überhaupt.
Die Kartenabschnitte sind, wie zu der Zeit oft gebräuchlich, nach Süden ausgerichtet.

## Verbleib

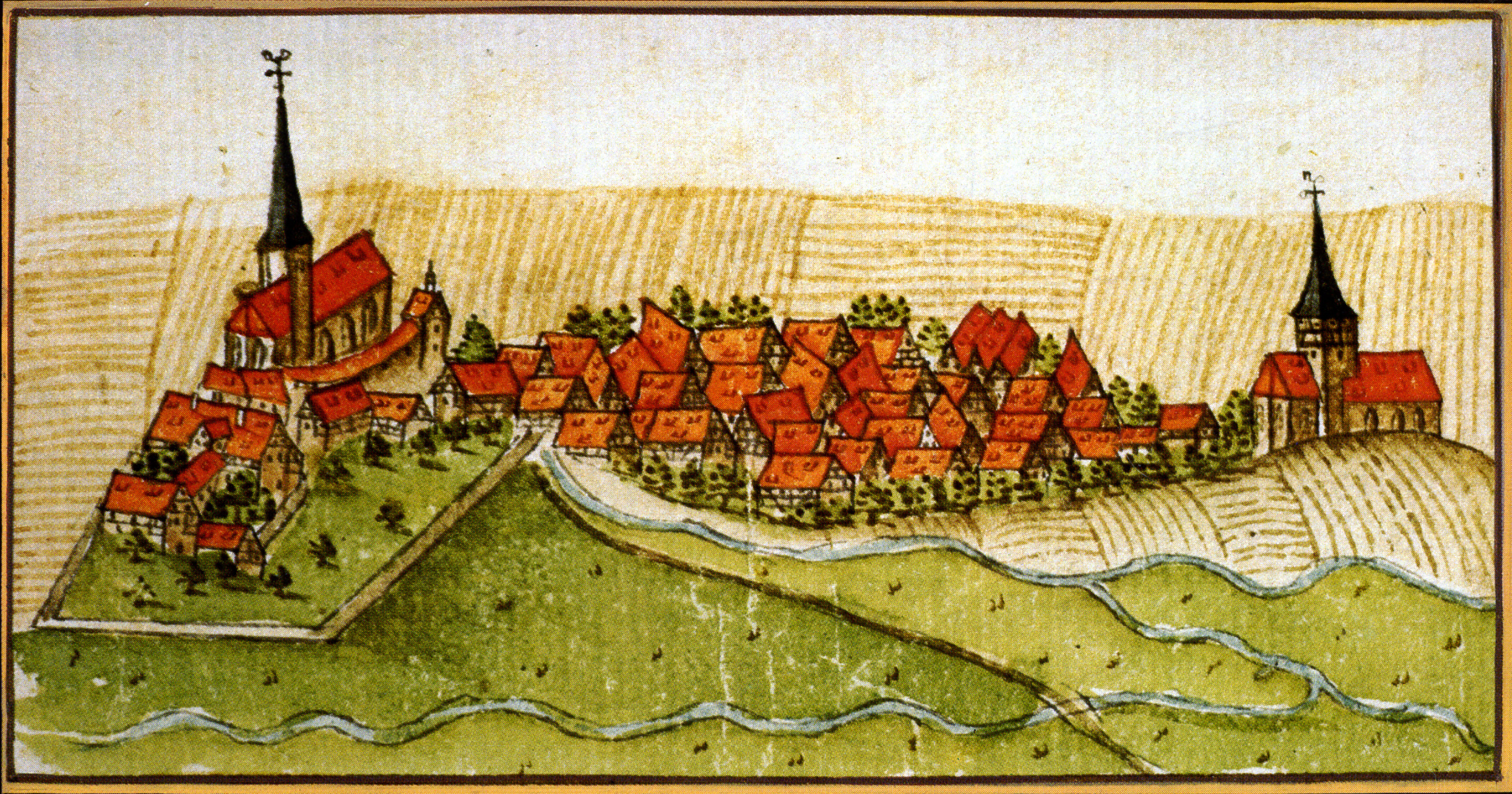
Ditzingen im Forstlagerbuch des Andreas Kieser

Da Kieser 1687 die Arbeit aufgab, wurden die 280 Einzelkarten später zunächst wenig genutzt und lagerten etwa ein Jahrhundert lang unbeachtet im Dachgeschoss der Königlichen Öffentlichen Bibliothek in Stuttgart. Hier fielen sie dem Luftangriff am 12. September 1944 zum Opfer, obwohl sie in Stahlschränken gesichert waren.
Überliefert ist aber die Beschreibung des Werkes durch C. Regelmann in den Württembergischen Jahrbüchern für Statistik und Landeskunde 1890/91, Heft 2, S. 185–224. Farbige Faksimiles eines Teils des Werkes wurden außerdem für den Internationalen Geographenkongress in Warschau 1934 hergestellt; allerdings umfassen sie nur den Kartenteil Strümpfelbach-Stetten-Aichelberg-Lobenrot. Außerdem existieren Schwarzweißfotografien des Werkes, die 1939 von der Landesbildstelle Württemberg hergestellt wurden.